# 福岡県道229号松尾安雲線
福岡県道229号松尾安雲線（ふくおかけんどう229ごう まつおあぐもせん）は、福岡県築上郡上毛町を通る一般県道である。

## 概要
上毛町西部の尻高地区から安雲地区を結ぶ。概ね道幅が狭い区間が多い。

### 路線データ
- 起点：福岡県築上郡上毛町大字尻高
- 終点：福岡県築上郡上毛町大字安雲（上毛町安雲交差点、福岡県道225号野地塔田線交点、福岡県道226号山内吉富線上）

## 路線状況

### 重複区間
- 福岡県道226号山内吉富線（築上郡上毛町大字緒方 - 築上郡上毛町大字安雲・上毛町安雲交差点（終点））

## 地理

### 通過する自治体
- 築上郡上毛町

### 交差する道路
| 交差する道路                                                 | 交差する場所 | 交差する場所            |
| ------------------------------------------------------------ | ------------ | ----------------------- |
| 京築広域農道                                                 | 大字尻高     |                         |
| 福岡県道226号山内吉富線 重複区間起点                         | 大字緒方     |                         |
| 福岡県道225号野地塔田線 福岡県道226号山内吉富線 重複区間終点 | 大字安雲     | 上毛町安雲交差点 / 終点 |

### 沿線
- 上毛町役場西吉富出張所
- 上毛町立西吉富小学校